# Баклин (Канзас)
Баклин (енгл. Bucklin) град је у америчкој савезној држави Канзас.

## Демографија
По попису из 2010. године број становника је 794, што је 69 (9,5%) становника више него 2000. године.
| Група             | 2000.       | 2010.       |
| Белци             | 672 (92,7%) | 724 (91,2%) |
| Афроамериканци    | 3 (0,4%)    | 15 (1,9%)   |
| Азијати           | 3 (0,4%)    | 2 (0,3%)    |
| Хиспаноамериканци | 29 (4,0%)   | 32 (4,0%)   |
| Укупно            | 725         | 794         |